# Somnayalka
Ne doit pas être confondu avec Somnayalka-Peulh.
Somnayalka est une localité située dans le département de Séguénéga de la province du Yatenga dans la région Nord au Burkina Faso.

## Économie
L'activité du village repose sur l'agriculture et son marché Mossi.

## Santé et éducation
Les centres de soins les plus proches de Somnayalka sont le centre de santé et de promotion sociale (CSPS) et le centre médical avec antenne chirurgicale (CMA) de Séguénéga.
Le village ne possède pas d'école primaire.